# Oghuz
|  | Aquest article tracta sobre el grup humà. Vegeu-ne altres significats a «Llengües oguz». |

Els oghuz (turc: Oğuz; àrab: غز, ḡuzz; en grec medieval Ouzoi; també coneguts com a Oguz, Kuz, Ouz, Okuz, Oufoi, Ouz, Torks, Uguz, Uuz o Uz) foren una horda o federació de tribus turqueses seminòmades de l'Àsia central, establerta al nord de la mar Càspia i la mar d'Aral. Practicants del xamanisme, a partir del segle x es convertiren a l'islam i en gran quantitat migraren cap occident. Són els antecessors dels actuals turcmans i actualment la majoria habita al Turkmenistan, on constitueixen el 74% de la població (3 milions), a l'Iran (1 milió) i a l'Afganistan (mig milió), sent els gagauses una de les seves tribus.

## Denominació
La denominació «oghuz» fou donada a un conjunt de tribus turqueses de l'Àsia central unides en una confederació. Per tant, la denominació «oghuz» no és un nom ètnic i es pot traduir per 'tribus turqueses'. Aquesta unió sociopolítica dugué a l'emergència d'una nova entitat intertribal turca, els «oghuz». Durant els segles VI i VII, en el període de l'Imperi Göktürk, els «oghuz» anaren creixent amb la incorporació de noves tribus. La paraula «oghuz» deriva de la paraula ok, que significa 'fletxa' o 'tribu'. El dibuix d'un arquer disparant la seva fletxa fou la bandera de l'Imperi Seljúcida, imperi creat per un clan d'oghuz el segle x.
Els pobles turquesos es classifiquen en diverses branques; als «oghuz» també se'ls anomena «turquesos occidentals» perquè migraren cap a l'occident després del col·lapse de l'Imperi Göktürk i perquè la major part de les àrees que actualment habiten (excepte el Turkmenistan) estan a l'occident de la mar Càspia, mentre que a la resta se'ls anomena «turquesos orientals» pel fet de viure a l'orient de la mar Càspia. A partir del mitjans del segle x, la denominació «oghuz» fou gradualment substituïda entre ells mateixos per la paraula «turc» o «turcoman», un procés que culminà vers el segle xiii i que ha donat lloc a la denominació que reben actualment aquests pobles, «turcs».

## Orígens
El segle ix els oghuz vivien a les estepes adjacents al Mar d'Aral i pressionaren els petxenegs, de la regió de l'Emba i el riu Ural, cap a l'oest. El segle x, els oghuz habitaven l'estepa dels rius Sari-su, Turgai i Emba, al nord del llac Balkhash (actualment al Kazakhstan). A la segona meitat del segle ix es van desplaçar a l'oest i ven empènyer els petxenegs, als quals varen arrebassar l'estepa russa (on s'havien establert) al segle xi. Els romans d'Orient els van anomenar Ouzoi. Les cròniques russes els assenyalen primer com a torks (1054). L'emperador romà d'Orient Constantí X Ducas diu que els oghuz van creuar el Danubi el 1065 en nombre de sis-cents mil i van devastar els Balcans fins a Tessalònica i Grècia del nord, però foren rebutjats pels petxenegs i búlgars amb greus pèrdues; les bandes disperses d'oghuz que van tornar cap a la regió del Volga foren sotmeses, eliminades o assimilades pels kiptxak. Un petit grup va restar a la zona del Dnièper i va originar els moderns gagaüsos.

## Dinasties d'origen oghuz
De l'horda dels oghuz se'n separà el clan dels Seljúcides que, convertits a l'Islam, envaïren Pèrsia el segle xi i hi fundaren l'Imperi Seljúcida. La resta dels oghuz van restar pagans. De la mateixa manera, vers el segle xi, un altre clan dels oghuz, el uz o torks de les cròniques russes i que encara mantenien una religió pagana, destruí la supremacia dels petxenegs a les estepes russes. Pressionats per una altra horda turquesa, els kiptxaks, un branca dels kimaks, el clan dels uz acabà per envair la plana del Danubi, creuant i envaint els Balcans; allí foren exterminats, sia per un exèrcit enemic sia per una plaga, fet que provocà que els pocs supervivents acabessin dispersant-se o unint-se com a mercenaris a l'exèrcit romà d'Orient.
Diverses dinasties poderoses han sorgit d'entre els oghuz. Se'n destaquen les següents:
- Seljúcides, fundadors de l'Imperi Seljúcida.
- Ak Koyunlu (Horda del moltó blanc), una federació de tribus que governà un territori comprès entre l'actual Turquia i l'Iran des del 1378 fins al 1508.
- Kara Koyunlu (Horda del moltó negre), una federació de tribus que governà un territori comprès entre l'actual Armènia i Iraq des del 1375 fins al 1468.
- Otomans, fundadors de l'Imperi Otomà
- Artúqides, una dinastia que governà l'est d'Anatòlia i el nord de l'Iraq entre el segle xi i el segle xii.
- Safàvides, una dinastia que va governar Pèrsia des del segle xvi fins al XVIII.
- Afshàrides, una dinastia que va governar Pèrsia des del 1736 fins al 1750.
- Dinastia qajar, que va governar Pèrsia des del 1794 fins al 1925.

## Tribus dels oghuz
Vers el segle vii l'horda o federació de tribus dels oghuz estava formada per 24 tribus seminòmades sota el cabdillatge de l'Oğuz Han (Oghuz Khan). Segons la llegenda, els seus 6 fills es repartiren el cabdillatge de les tribus, escollint un ocell com símbol de les 4 tribus que governarien cadascun. Les tribus governades pels 3 fills majors foren referits com a Bozoklar, mentre que les tribus governades pels 3 fills menors foren referides com a Üçoklar:

### Bozoklar (Fletxes grises)

#### Günhan
El seu tòtem era un aligot comú
- Kayı, fundadors de l'Imperi Otomà
- Bayat
- Alkaevli
- Karaevli

#### Ayhan
El seu tòtem era una àguila rapaç
- Yazır
- Pötürge
- Töker
- Yaprılı
- Dodurga

#### Yıldızhan
El seu tòtem era una àguila imperial
- Avşar
- Kızık
- Beğdili
- Kargın

### Üçoklar (Tres fletxes)

#### Gökhan
El seu tòtem era un falcó capitost
- Bayındır, fundadors de la dinastia Ak Koyunlu
- Çavuldur
- Çepni
- Peçenek

#### Dağhan
El seu tòtem era un falcó mostatxut
- Salur
- Alanyurtlu
- Eymür
- Üreğil

#### Denizhan
El seu tòtem era un astor
- Iğdıroğlu
- Bükdüz
- Yiva
- Kınık, fundadors de l'Imperi Seljúcida